# Elbrewery

Logo der Elbrewery Co Ltd

 Elbrewery Co Ltd gehörte in den 1990er Jahren zu den größten Brauereiunternehmen Polens mit Braustätte in Elbląg. Seit der Fusion mit der zum Heineken-Konzern gehörenden Grupa Żywiec S.A. (2004) firmiert sie lediglich als Browar Elbląg (Brauerei Elbing).

## Marke
Das unter dem Markennamen EB produzierte Bier gehörte Ende der 1990er zu den beliebtesten Biersorten in Polen.

## Geschichte

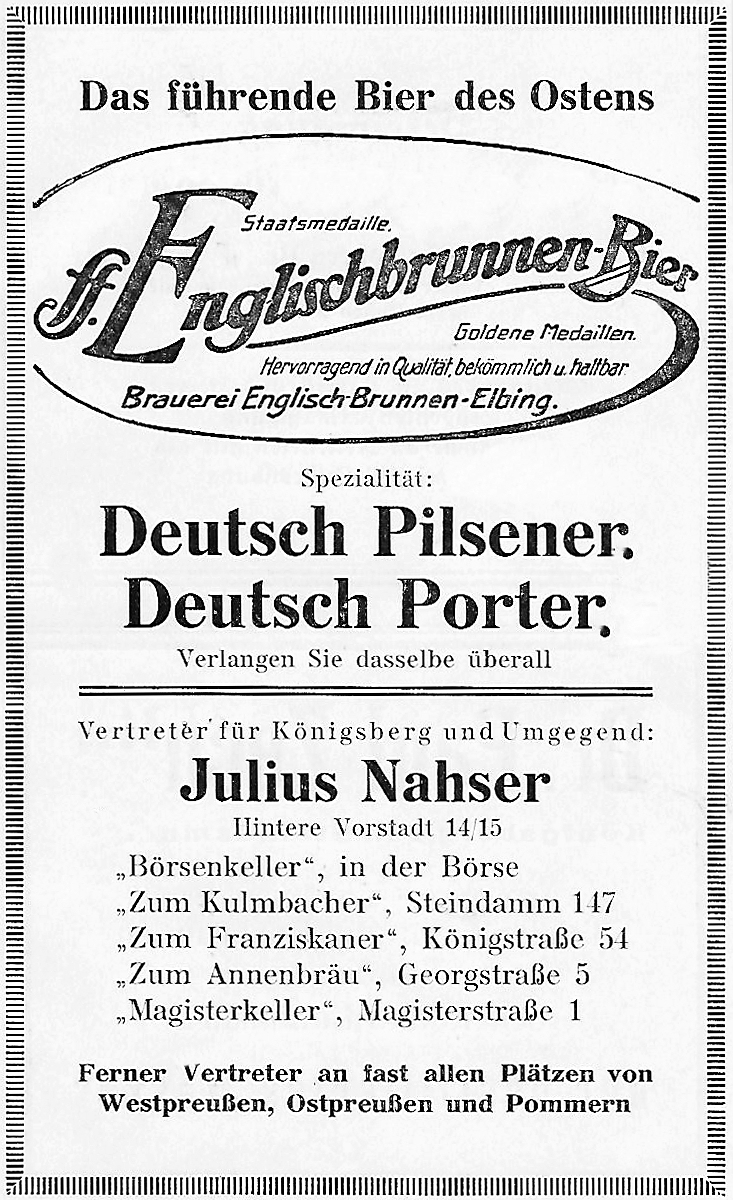
Werbung in Königsberg (1927)

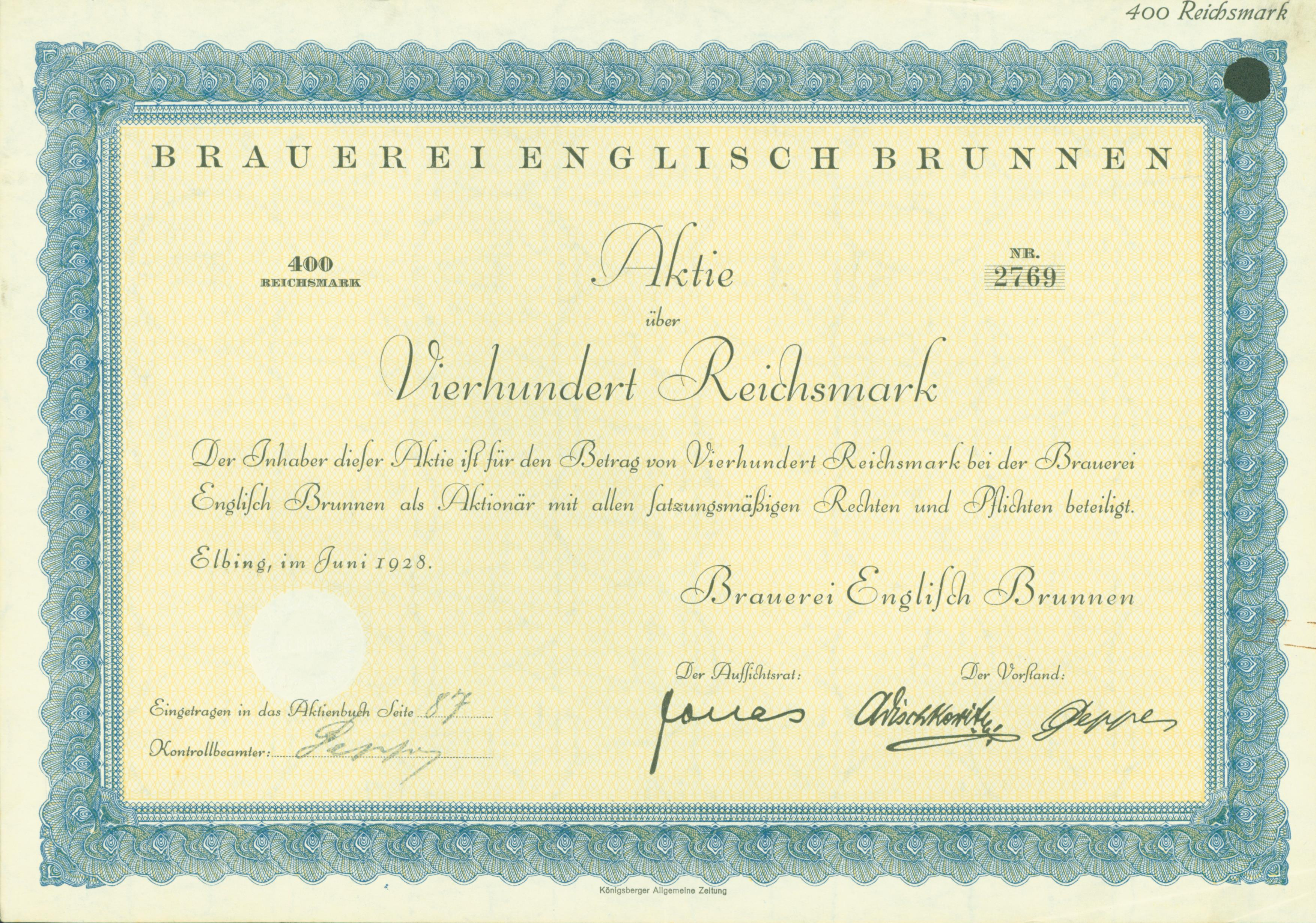
Aktie über 400 RM der Brauerei Englisch Brunnen vom Juni 1928

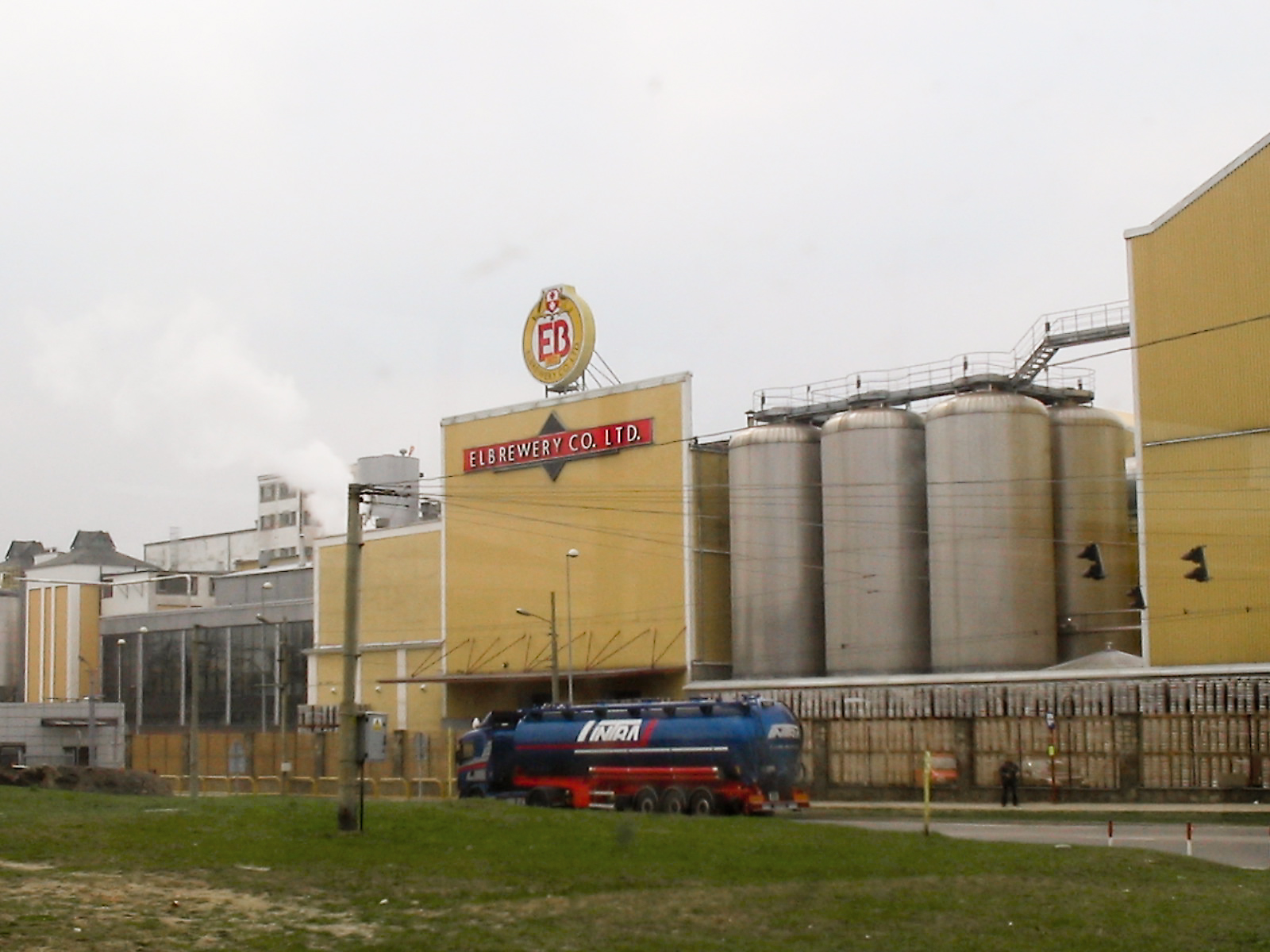
Elbrewery Company, Elbląg, Polen

Die 1872 gegründete Elbinger Actien-Brauerei war nur acht Jahre in Betrieb, schloss in 1880 und wurde als Brauerei Englisch Brunnen drei Wochen später wieder eröffnet.
Schon 1580 wurde reines Trinkwasser an selbiger Stelle gefunden und 1641 erwarb der Elbinger Bürgermeister Michael Sieffert fünfeinhalb Kulmische Morgen Land als Pacht der Stadt Elbing und richtete ein Haus mit Gartengelände dort ein. Die Quelle des reinen Wassers wurde als Englischer Brunnen bezeichnet, weil die Quelle von einem Engländer in 1580 entdeckt wurde. Von diesem Terrain konnten die von Elbing abfahrenden Schiffe beobachtet werden. Der Rat der Stadt Elbing hatte bei der Pacht angeordnet, dass die Quelle des Trinkwassers jedermann zugänglich bleibe.
Nachdem die Leinen- und Baumwollfabrik August Komputzki & Co dort eine Zeit lang in Betrieb war, schloss diese. Es wurde entdeckt, dass sich das reine gekühlte Wasser ausgezeichnet zum Bierbrauen eignete und so wurde die Bierbrauerei in Elbing dort errichtet. Auf einem Stadtplan von 1910 lag die Brauerei an der Kastanien-Allee. Diese wurde später in Ziesestraße umbenannt.
Die Brauerei wurde mehrmals vergrößert und modernisiert. Die Brauerei Englisch Brunnen-Elbing hatte so beschriftete Eisenbahn-Bierkühlwagen, lag an der Haffuferbahn und lieferte das Bier an zahlreiche Zweigniederlassungen aus. Durch die Zerstückelung West-Ostpreußens durch den Vertrag von Versailles war es seit 1919/20 nicht mehr möglich, per Bahn zu liefern, es gingen Absatzmärkte verloren. Diese konnte durch andere Getränke ausgeglichen werden. Gegen Ende des Zweiten Weltkrieges musste der Betrieb eingestellt werden.
Nach dem Zweiten Weltkrieg und dem Übergang des Gebietes an Polen wurde die Brauerei als staatlicher polnischer Betrieb wieder eröffnet. Mitte der 1990er Jahre übernahmen australische Investoren das Unternehmen.